# Louis Vervaeke
Louis Vervaeke (Ronse, 6 de outubro de 1993) é um ciclista profissional belga que atualmente corre para a equipa Alpecin-Fenix.
A temporada de 2014 foi de sucesso. Começou correndo com a equipa amador Lotto-Belisol U23 onde ganhou provas profissionais. Estes resultados valeram-lhe para que a Lotto Belisol o contrata-se em julho e fizesse a estreia como profissional.

## Palmarés
- 2014
  - Ronde d'Isard
  - Tour de Saboia, mais 1 etapa
  - 1 etapa do Tour de l'Avenir

## Resultados em Grandes Voltas
| Corrida | Corrida         | 2013 | 2014 | 2015 | 2016 | 2017 | 2018 | 2019 | 2020 | 2021 |
| ------- | --------------- | ---- | ---- | ---- | ---- | ---- | ---- | ---- | ---- | ---- |
|         | Giro d'Italia   | —    | —    | Ab.  | —    | —    | Ab.  | Ab.  | —    | 20.º |
|         | Tour de France  | —    | —    | —    | —    | —    | —    | —    | —    | —    |
|         | Volta a Espanha | —    | —    | —    | 89.º | —    | —    | —    | —    | —    |

—: não participa 

Ab.: abandono 

## Equipas
- Lotto (2014[2]-2017)
  - Lotto Belisol (2014)
  - Lotto Soudal (2015-2017)
- Team Sunweb (2018-2019)
- Alpecin-Fenix[3] (2020-)